# Норт-Гемптон (Нью-Гемпшир)
Норт-Гемптон (англ. North Hampton) — місто (англ. town) в США, в окрузі Рокінґгем штату Нью-Гемпшир. Населення — 4538 осіб (2020).

## Демографія
Згідно з переписом 2010 року, у місті мешкала 4301 особа в 1760 домогосподарствах у складі 1276 родин. Було 1914 помешкання
Расовий склад населення:
| - 97,1 % — білих - 1,3 % — азіатів - 0,4 % — чорних або афроамериканців - 0,2 % — корінних американців |

До двох чи більше рас належало 0,9 %. Частка іспаномовних становила 1,0 % від усіх жителів.
За віковим діапазоном населення розподілялося таким чином: 20,9 % — особи молодші 18 років, 61,7 % — особи у віці 18—64 років, 17,4 % — особи у віці 65 років та старші. Медіана віку мешканця становила 47,9 року. На 100 осіб жіночої статі у місті припадало 95,6 чоловіків;  на 100 жінок у віці від 18 років та старших — 94,8 чоловіків також старших 18 років.
Середній дохід на одне домашнє господарство  становив 168 840 доларів США (медіана — 103 520), а середній дохід на одну сім'ю — 188 008 доларів (медіана — 117 708). Медіана доходів становила 64 125 доларів для чоловіків та 67 560 доларів для жінок. За межею бідності перебувало 4,2 % осіб, у тому числі 3,3 % дітей у віці до 18 років та 2,4 % осіб у віці 65 років та старших.
Цивільне працевлаштоване населення становило 2469 осіб. Основні галузі зайнятості: освіта, охорона здоров'я та соціальна допомога — 20,6 %, роздрібна торгівля — 12,9 %, науковці, спеціалісти, менеджери — 12,1 %.